# St. Jakob-Park
St. Jakob-Park är en fotbollsarena i Basel, Schweiz. FC Basel spelar sina hemmamatcher på arenan, som rymmer 37 000 åskådare. Den utökades dock till 42 500 lagom till Fotbolls-EM 2008 där sex matcher spelades på arenan. Tre gruppspelsmatcher bland annat öppningsmatchen Schweiz-Tjeckien, samt två kvartsfinaler och en semifinal. Arenan användes även vid Europamästerskapet i fotboll för damer 2025. 

### Fotnoter
1. ↑  ”Här är bortalagens mardrömsarena”. Sportbladet. 6 augusti 2008. http://www.aftonbladet.se/sportbladet/spel/article11477242.ab. Läst 14 mars 2017.
2. ↑  Lars Grimlund (1 december 2007). ”Så här går EM-lottningen till”. Dagens nyheter. http://www.dn.se/sport/fotboll/sa-har-gar-em-lottningen-till/. Läst 14 mars 2017.